# Corps Normannia Hannover
Das Corps Normannia Hannover ist eine Studentenverbindung, die vor allem an der Tierärztlichen Hochschule Hannover präsent ist und die dem Dachverband Weinheimer Senioren-Convent (WSC) angehört.
Als Corps verfolgt Normannia die Prinzipien Toleranz, Lebensbund und Mensur; daneben ist das gemeinsame Studium ein Hauptanliegen des Corps.
Das Corps Normannia ist eines der wenigen Corps mit einer ausgeprägten Fakultätsorientierung und das letzte Corps mit ganz überwiegender Mitgliedschaft von Veterinärmedizinern sowohl in Altherrenschaft als auch Aktivitas.

## Farben
Das Corpsburschenband der Normannia Hannover ist preußischblau-weiß-frühlingslaubgrün mit silberner Perkussion, die Fuchsenfarben sind weiß-frühlingslaubgrün-weiß. Der Wahlspruch ist "Fortes Fortuna Adiuvat", der Waffenspruch "Vivant Fratres Intimi Ferro Iuncti". Die Corpsangehörigen tragen eine grüne Tellermütze.

## Geschichte
Die Geschichte des Corps Normannia ist eng mit der der Tierärztlichen Hochschule Hannover verwoben. Das Corps Normannia wurde als Landsmannschaft Teutonia am 15. März 1859 an der damaligen Königlichen Thierarzneyschule zu Hannover gegründet. Nach der Zwangsfusion mit einer anderen Landsmannschaft wurde 1864 der Name Normannia mit den Farben blau-weiß-grün angenommen.
Im Jahre 1883 gehörte Normannia mit anderen Landsmannschaften an veterinärmedizinischen Fakultäten zu den Gründern des Rudolstädter Seniorenconvent (RSC), dessen Mitglieder im Jahre 1902 Corpsprinzipien annahmen. Der RSC entwickelte sich danach zum dritten Dachverband der Corps neben WSC und KSCV. Nach internen Streitigkeiten verließ Normannia den RSC allerdings im Jahre 1930 und wurde zwei Jahre später wieder Landsmannschaft innerhalb der Deutschen Landsmannschaft. In der Zeit der nationalsozialistischen Diktatur bestand Normannia unverändert bis zur Zwangsauflösung 1936, danach als Kameradschaft („Bischofsholer Damm“, „Schill“) innerhalb des NSDStB an der Tierärztlichen Hochschule.
Nach dem Krieg wurde Normannia zunächst im Geheimen fortgeführt, 1946 unter dem Namen "Libertas Academica" aber als erste studentische Vereinigung der Tierärztlichen Hochschule von der britischen Militärregierung genehmigt. Offiziell wird der Name Normannia seit 1950 wieder geführt. Am 4. Oktober 1952 wurde Normannia als aktives Corps in den WSC aufgenommen.

## Corpshäuser

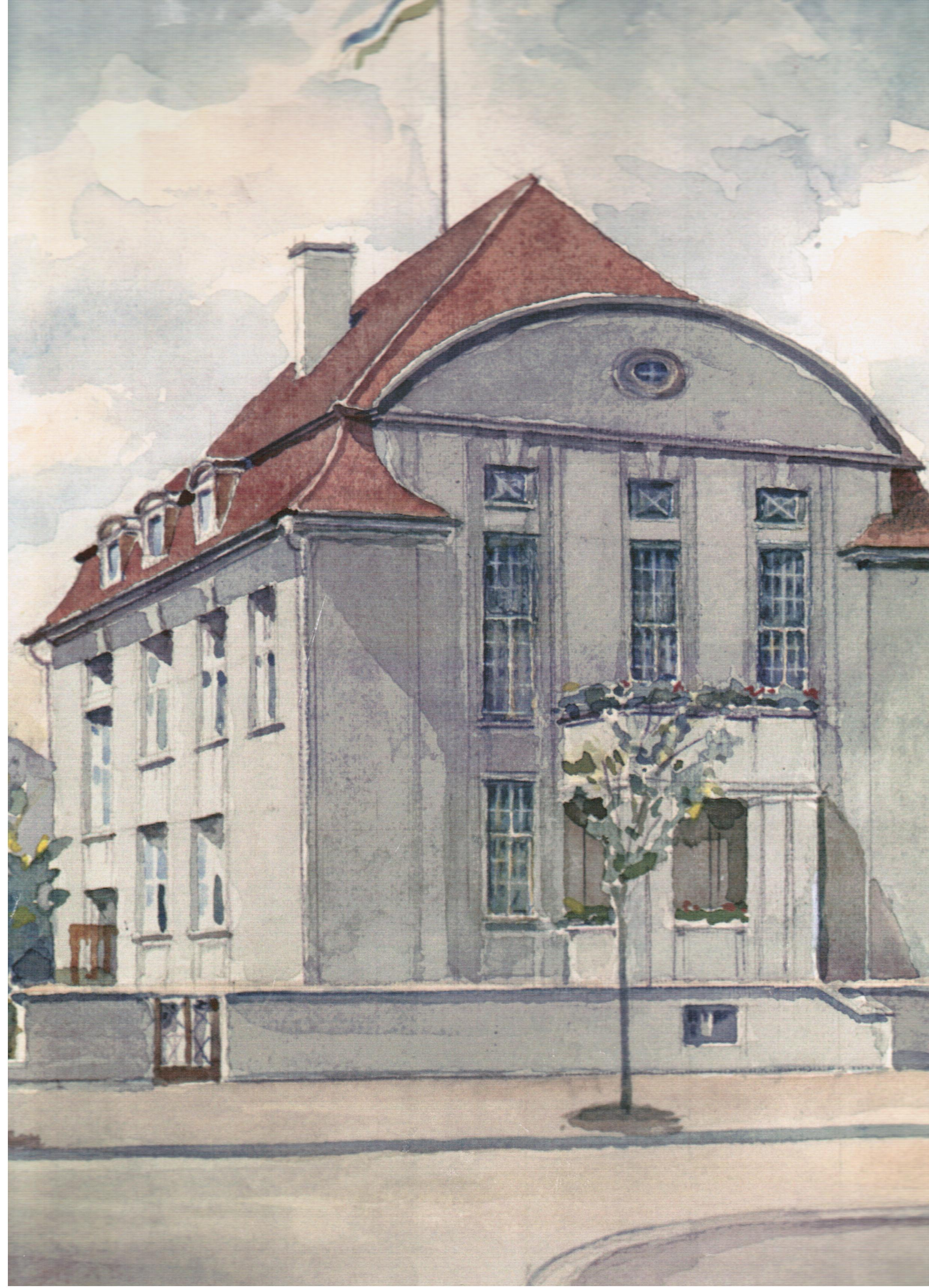
Normannenhaus 1914

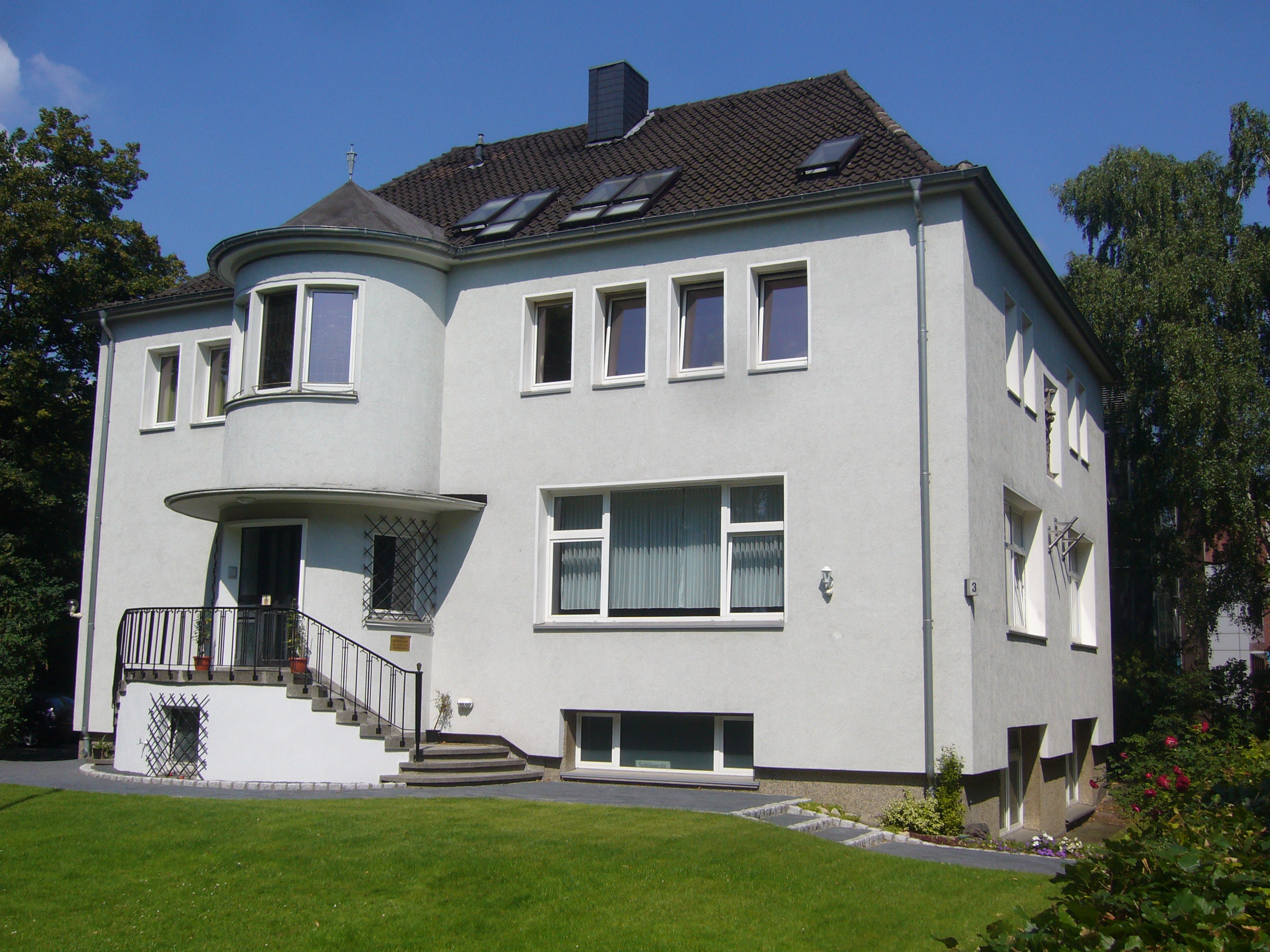
Normannenhaus 2009

Am 12. Juni 1914 erfolgte die Einweihung des ersten eigenen Corpshauses am Bischofsholer Damm 2, direkt gegenüber der Tierärztlichen Hochschule. Leiter der Baukommission war Bernard Malkmus.
Während des Zweiten Weltkrieges wurde das Corpshaus 1943 durch Bombentreffer vollkommen zerstört. In den Jahren 1948–1956 diente ein kleines Notheim, trotz Mängel im Garten des ehemaligen Corpshauses errichtet, den Aktiven als Veranstaltungsort und Unterkunft.
Nach einem Grundstückstauschvertrag mit der Stadt Hannover konnte im August 1955 mit dem Bau des neuen Corpshauses auf dem Grundstück an der Plathnerstraße, wieder in unmittelbarer Nähe der Hochschule, begonnen werden. Das im Sommersemester 1956 eingeweihte neue Corpshaus ist bis heute unbestrittenes Zentrum des Corpslebens.

## Mitglieder
Als nach wie vor stark auf die Tierärztliche Hochschule ausgerichtete Studentenverbindung ist das Corps Normannia heute das einzige Corps, bei dem von einer starken und historisch kontinuierlichen Fakultätsorientierung gesprochen werden kann. So erreicht der Anteil von Tierärzten bei der etwa 180 Mitglieder starken Altherrenschaft 90 %, von derzeit etwas über 20 Aktiven studieren die Hälfte Tiermedizin, was insbesondere bei einem Anteil weiblicher Veterinärmedizinstudenten von etwa 90 % beachtlich ist. Mitglieder des Corps Normannia sind daher in allen Bereichen der Veterinärmedizin, wie Praxis, Forschung, Lebensmitteltechnik- und überwachung, aber auch dem Veterinärdienst der Bundeswehr vertreten. Mehrere Normannen sind derzeit als Professoren im In- und Ausland ordiniert.
Neben Tiermedizinern hat Normannia aber auch immer wieder Studenten der Universität Hannover sowie in den letzten Jahren zunehmend der Medizinischen Hochschule Hannover (MHH) aufgenommen. Mit den erwähnten Mitgliederzahlen gehört Normannia zu den mitgliederstärksten Corps im WSC.
Unter den Mitgliedern des Corps sind besonders zu erwähnen:
- Heinrich Behrens (1920–1997), Tierarzt, Direktor des Tiergesundheitsamtes der Landwirtschaftskammer Hannover, Professor der Tierärztlichen Hochschule Hannover
- Wilhelm Bollwahn (1930–2008), Tierarzt, Professor der Schweinemedizin an der Tierärztlichen Hochschule Hannover
- Hellmut Doenecke (* 1900; † nach 1959), Tierarzt, Professor an der Universität Breslau, Leiter der Universitätstierklinik Breslau
- Fritz Drahn (1888–1960), Tierarzt, Professor für Anatomie, Mitverfasser des Standardwerks der Tiermedizin Praktikum der tierärztlichen Geburtshilfe
- Kurt Ehlers (1908–1972), Tierarzt, Direktor der Tiergrotten in Bremerhaven
- Hanskarl Englert (1913–1995), Tierarzt, Leiter des Tierhygienischen Instituts in Freiburg, Professor für Hygiene und Zoonosen
- Horst Frerking (* 1934), Veterinär, em. Professor an der Tierärztlichen Hochschule Hannover, Träger des Bundesverdienstkreuzes
- Gottlieb Friese (1866–1945), Tierarzt, Hauptamtlicher Geschäftsführer des Preußischen Tierärztekammerausschusses
- Walter Groth (1921–1989), Tierarzt, Professor für Tierhygiene und Nutztierkunde
- Dietmar Harting (* 1939), Persönlich haftender Gesellschafter der Harting Technologiegruppe, Träger des Bundesverdienstkreuzes, Präsident des Deutschen Instituts für Normung
- Hugo Hertwig (1841–1895), Tierarzt, Förderer einer wissenschaftlich fundierten tierärztlichen Fleischhygiene
- Heinrich Kaak (* 1891; † nach 1959), Tierarzt, Präsident der Tierärztekammer Schleswig-Holstein
- Dietrich Krause (* 1920), Professor für Pharmakologie an der Tierärztlichen Hochschule Hannover
- Christian Kuckuck (1844–1893), Tierarzt, Direktor des Zoos Hannover
- Friedrich Lindhorst (1867–1950), Tierarzt, Mitverfasser des Standardwerks der Tiermedizin Praktikum der tierärztlichen Geburtshilfe
- Bernard Malkmus (1859–1925), Dr. phil., Dr. med. vet., Dr. vet. med. h. c., Professor an der Tierärztlichen Hochschule Hannover, 1913 erster Rektor der Tierärztlichen Hochschule Hannover
- Paul Oehmke (1867–1943), Landestierarzt in Braunschweig und Landesveterinärrat und vortragender Rat im braunschweigischen Ministerium
- Christoph Pante (1878–1960), Tierarzt, Vorsitzender des Vereins Beamteter Tierärzte Preußens
- Otto Rasenack (* 1899; † nach 1970), Tierarzt, Schlachthofexperte
- Otto Regenbogen (1855–1925), Veterinärmediziner, Professor für Pharmakologie und Toxikologie an der Tierärztlichen Hochschule Berlin
- Ulrich Reuss (1918–1983), Tierarzt, Professor der Tierärztlichen Hochschule Hannover, Direktor des Tiergesundheitsamts der Landwirtschaftskammer Weser-Ems
- Wilhelm Rust (1863–1957), Tierarzt, Vorsitzender des Vereins Preußischer Beamteter Tierärzte, Präsident des Deutschen Veterinärrats
- Karl von Sande (1877–1951), Tierarzt, Bakteriologe, Leiter des Pharmazeutischen Instituts L. W. Gans in Frankfurt am Main und Oberursel, Direktor des Bakteriologischen und Serum-Instituts in Landsberg an der Warthe
- Reinhold Schmaltz (1860–1945), Tierarzt, Professor für Anatomie und Histologie
- Georg Schneidemühl (1853–1928), Tierarzt, Professor für vergleichende Pathologie an der Universität Kiel
- Carl Schultz (* 1898; † nach 1967), Tierarzt, Ministerialrat im Hessischen Innenministerium, Honorarprofessor der Universität Gießen
- Hans Schultz (1898–1982), Tierarzt, Honorarprofessor für Hufbeschlag und Leiter der Ambulatorischen Klinik der Tierärztlichen Hochschule Hannover, Leiter der Landeslehrschmiede Niedersachsen
- Albert Sonnenbrodt (1878–1966), Landstallmeister und Landestierarzt für Braunschweig, Professor für Tierzucht
- Valentin Stang (1876–1944), Professor für Tierzucht und Tierfütterungslehre, Präsident des Deutschen Veterinärrats
- August Stockelmann (1900–1945), Tierarzt, Landrat des Landkreises Schönberg
- Fritz Torno (1881–1962), Architekt in Hannover
- Emil Totzek (1898–1983), Tierarzt, Schlachthofexperte, Stadtveterinärdirektor in Dresden, Privatdozent für Fleischbeschaulehre, Bremer Landestierarzt
- Hermann Velmelage (1875–1948), Tierarzt, Namensgeber für die Uteruspumpe nach Velmelage und die Tracheal-Fixierzange nach Bartels und Velmelage
- Hans-Jürgen Voß (1903–1990), Tierarzt, Professor für spezielle Pathologie und Therapie der Haustiere und Gerichtliche Tiermedizin
- Martin Waßmund (1892–1956), Professor für Zahn-, Mund- und Kieferkrankheiten
- Hans Wehrs (1885–1953), Landestierarzt der Freien und Hansestadt Hamburg
- Ludwig Wolters (1892–1974), Tierarzt, Bakteriologe, Leiter des Bakteriologischen Instituts der Anhaltischen Kreise in Dessau, Gründer des Anhaltischen Serum-Instituts GmbH Dessau (ASID)

## „Fall Benthe“
Das Corps Normannia war am sogenannten „Fall Benthe“ beteiligt, der 1951 für bundesweites Aufsehen sorgte. Hierbei war im Sommer 1951 ein damals illegaler Mensurtag von der hannoverschen Polizei aufgedeckt worden. Das Nachrichtenmagazin Der Spiegel veröffentlichte daraufhin eine Reportage unter dem Titel Richten Sie alles her, an dem am Beispiel Normannias die wieder aufgebauten Korporationen beschrieben werden. Der Vorfall wurde auch von der Wochenzeitung Die Zeit aufgenommen und kommentiert. In der Dissertation „Die Tierärztliche Hochschule in der Nachkriegszeit“ (2002) wird mit diesem Vorgang Normannia als exemplarisch für die wieder auflebenden Studentenverbindungen an der TiHo dargestellt. Die Bedeutung des Vorgangs zeigt sich insbesondere vor dem Hintergrund des wenig später stattfindenden Göttinger Mensurenprozesses.

## Grünes Kartell
Das Corps Normannia gehört innerhalb des WSC dem Grünen Kartell an. Dieser Zusammenschluss besteht mit den Corps Franconia Berlin zu Kaiserslautern seit 1872, mit dem Corps Suevo-Guestphalia München (damals Suevia Stuttgart) seit 1878. Die Corps im Grünen Kartell betrachten sich als „Ein Corps an drei Hochschulorten“.